# Graafschap Malta
Het graafschap Malta was een graafschap dat behoorde tot het koninkrijk Sicilië en dat bestond uit de eilanden Malta en Gozo. In 1192 werd het graafschap opgericht. Nadat het koninkrijk Sicilië onderdeel werd van de Kroon van Aragón, bleef het graafschap bestaan, nu als leenschap van Aragón. Na 1350 werd de titel samengevoegd met de Kroon van Aragon en in 1392 werd het graafschap verheven tot een markizaat. De titel verdween na 1429.

## Lijst van graven
- 1192 - 1194: Margaritus van Brindisi, eerste graaf
- 1197 - 1204: Guiglielmo Grasso
- 1204 - 1232: Enrico Pescatore
- 1232 - 1282: Nicolo
- 1282 - 1290: vacant
- 1285 - 1296: Lucina Pistore
- 1296: Roger de Flor
- 1296 - 1305: Rogier van Lauria
- 1305 - 1330: vacant
- 1330: Willem van Sicilië
- 1330 - 1348: Johan van Sicilië
- 1348 - 1350: Frederik van Sicilië
- 1360 - 1362: Guido Ventimiglia
- 1366 - 1370: Manfredo III Chiaramonte
- 1370 - 1377: Guiglielmo
- 1377 - 1391: Manfredo III Chiaramonte
- 1391 - 1392: Elizabetta Peralta Chiaramonte
- 1392 - 1393: Guglielmo Raimondo III Moncada, eerste markies
- 1393 - 1396: Artale II Alagona
- 1396 - 1397: Guglielmo Raimondo III Moncada andermaal
- 1420 - 1425: Antonio de Cardona
- 1425 - 1429: Gonçalvo Monroy